# Моніка Михалик
Моніка Єва Михалик (Рог'єн) (пол. Monika Ewa Michalik (Rogien); нар. 2 травня 1980, М'єндзижеч, Любуське воєводство) — польська борчиня вільного стилю, дворазова бронзова призерка чемпіонатів світу, чотириразова чемпіонка, триразова срібна та триразова бронзова призерка чемпіонатів Європи, медалістка Олімпійських ігор.

## Біографія
Боротьбою займається з 1995 року. Була срібною призеркою на юніорському чемпіонаті Європи 2000, та бронзовою призеркою на юніорському чемпіонаті світу 2000.
Олімпійську нагороду виборола у віці 36 років на літніх Олімпійських іграх 2016 року в Ріо-де-Жанейро. Програла олімпійській чемпіонці цих змагань Рісако Каваї з Японії. Але у втішному раунді змогла пробитися до поєдинку за бронзову медаль, де перемогла росіянку Інну Тражукову. Відразу після цього поєдинку у Тражукової стався конфлікт з президентом Федерації спортивної боротьби Росії Михайлом Маміашвілі. За словами спортсменки, той лаявся, висловлювався нецензурно, звинуватив її у зрадництві та двічі вдарив у обличчя. Тражукова подала на чиновника заяву в прокуратуру.

## Спортивні результати на міжнародних змаганнях

### Виступи на Олімпіадах
| Змагання                    | Збірна | Вагова категорія          | Місце  |
| --------------------------- | ------ | ------------------------- | ------ |
| Літні Олімпійські ігри 2008 | Польща | жіноча боротьба, до 63 кг | 8      |
| Літні Олімпійські ігри 2012 | Польща | жіноча боротьба, до 63 кг | 5      |
| Літні Олімпійські ігри 2016 | Польща | жіноча боротьба, до 63 кг | Бронза |

### Виступи на Чемпіонатах світу
| Змагання                        | Збірна | Вагова категорія          | Місце  |
| ------------------------------- | ------ | ------------------------- | ------ |
| Чемпіонат світу з боротьби 2002 | Польща | жіноча боротьба, до 55 кг | 7      |
| Чемпіонат світу з боротьби 2003 | Польща | жіноча боротьба, до 55 кг | 9      |
| Чемпіонат світу з боротьби 2005 | Польща | жіноча боротьба, до 63 кг | 13     |
| Чемпіонат світу з боротьби 2006 | Польща | жіноча боротьба, до 63 кг | Бронза |
| Чемпіонат світу з боротьби 2007 | Польща | жіноча боротьба, до 63 кг | Бронза |
| Чемпіонат світу з боротьби 2008 | Польща | жіноча боротьба, до 67 кг | 12     |
| Чемпіонат світу з боротьби 2009 | Польща | жіноча боротьба, до 63 кг | 5      |
| Чемпіонат світу з боротьби 2010 | Польща | жіноча боротьба, до 63 кг | 26     |
| Чемпіонат світу з боротьби 2011 | Польща | жіноча боротьба, до 63 кг | 11     |
| Чемпіонат світу з боротьби 2012 | Польща | жіноча боротьба, до 63 кг | 10     |
| Чемпіонат світу з боротьби 2013 | Польща | жіноча боротьба, до 63 кг | 7      |
| Чемпіонат світу з боротьби 2014 | Польща | жіноча боротьба, до 63 кг | 5      |
| Чемпіонат світу з боротьби 2015 | Польща | жіноча боротьба, до 63 кг | 13     |

### Виступи на Чемпіонатах Європи
| Змагання                         | Збірна | Вагова категорія          | Місце  |
| -------------------------------- | ------ | ------------------------- | ------ |
| Чемпіонат Європи з боротьби 2002 | Польща | жіноча боротьба, до 59 кг | Срібло |
| Чемпіонат Європи з боротьби 2003 | Польща | жіноча боротьба, до 59 кг | Золото |
| Чемпіонат Європи з боротьби 2005 | Польща | жіноча боротьба, до 63 кг | Золото |
| Чемпіонат Європи з боротьби 2006 | Польща | жіноча боротьба, до 63 кг | Срібло |
| Чемпіонат Європи з боротьби 2007 | Польща | жіноча боротьба, до 63 кг | Бронза |
| Чемпіонат Європи з боротьби 2008 | Польща | жіноча боротьба, до 63 кг | Бронза |
| Чемпіонат Європи з боротьби 2009 | Польща | жіноча боротьба, до 63 кг | Золото |
| Чемпіонат Європи з боротьби 2010 | Польща | жіноча боротьба, до 63 кг | 7      |
| Чемпіонат Європи з боротьби 2011 | Польща | жіноча боротьба, до 63 кг | 16     |
| Чемпіонат Європи з боротьби 2012 | Польща | жіноча боротьба, до 63 кг | Бронза |
| Чемпіонат Європи з боротьби 2013 | Польща | жіноча боротьба, до 63 кг | Срібло |
| Чемпіонат Європи з боротьби 2014 | Польща | жіноча боротьба, до 63 кг | 13     |
| Чемпіонат Європи з боротьби 2017 | Польща | жіноча боротьба, до 63 кг | Золото |
| Чемпіонат Європи з боротьби 2018 | Польща | жіноча боротьба, до 68 кг | 5      |

### Виступи на Європейських іграх
| Змагання              | Збірна | Вагова категорія          | Місце |
| --------------------- | ------ | ------------------------- | ----- |
| Європейські ігри 2015 | Польща | жіноча боротьба, до 63 кг | 8     |

### Виступи на Кубках світу
| Змагання                    | Збірна | Вагова категорія          | Місце |
| --------------------------- | ------ | ------------------------- | ----- |
| Кубок світу з боротьби 2015 | Польща | жіноча боротьба, до 63 кг | 7     |

### Виступи на інших змаганнях
| Змагання                                                         | Збірна | Вагова категорія                                                 | Місце  |
| ---------------------------------------------------------------- | ------ | ---------------------------------------------------------------- | ------ |
| Олімпійський кваліфікаційний турнір з боротьби 2004 (Мадрид)     | Польща | жіноча боротьба, до 55 кг                                        | 10     |
| Klippan Lady Open 2006                                           | Польща | жіноча боротьба, до 63 кг                                        | Золото |
| Золотий Гран-прі з боротьби 2006                                 | Польща | жіноча боротьба, до 63 кг                                        | Срібло |
| Klippan Lady Open 2007                                           | Польща | жіноча боротьба, до 63 кг                                        | Бронза |
| Міжнародний меморіал Дейва Шульца 2008                           | Польща | жіноча боротьба, до 67 кг                                        | Золото |
| Klippan Lady Open 2008                                           | Польща | жіноча боротьба, до 63 кг                                        | Золото |
| Austrian Ladies Open 2008                                        | Польща | жіноча боротьба, до 67 кг                                        | Срібло |
| Міжнародний меморіал Дейва Шульца 2009                           | Польща | жіноча боротьба, до 63 кг                                        | 4      |
| Klippan Lady Open 2009                                           | Польща | жіноча боротьба, до 63 кг                                        | Срібло |
| Austrian Ladies Open 2009                                        | Польща | жіноча боротьба, до 63 кг                                        | Бронза |
| Золотий Гран-прі з боротьби 2009                                 | Польща | жіноча боротьба, до 63 кг                                        | Бронза |
| Klippan Lady Open 2010                                           | Польща | жіноча боротьба, до 63 кг                                        | Золото |
| Золотий Гран-прі з боротьби 2010 (Кліппан )                      | Польща | жіноча боротьба, до 63 кг                                        | Золото |
| Золотий Гран-прі з боротьби 2010 (Баку)                          | Польща | жіноча боротьба, до 63 кг                                        | Золото |
| Чемпіонат світу з боротьби серед військовослужбовців 2010        | Польща | жіноча боротьба, до 63 кг                                        | Срібло |
| Міжнародний меморіал Дейва Шульца 2011                           | Польща | жіноча боротьба, до 63 кг                                        | Золото |
| Гран-прі Туркуена з боротьби 2011                                | Польща | жіноча боротьба, до 63 кг                                        | 5      |
| Klippan Lady Open 2011                                           | Польща | жіноча боротьба, до 63 кг                                        | Золото |
| Гран-прі Німеччини з боротьби 2011                               | Польща | жіноча боротьба, до 63 кг                                        | Срібло |
| Тестовий турнір FILA 2011                                        | Польща | жіноча боротьба, до 63 кг                                        | Бронза |
| Турнір Дана Колова — Николи Петрова 2012                         | Польща | жіноча боротьба, до 63 кг                                        | Бронза |
| Золотий Гран-прі з боротьби 2012 (Кліппан )                      | Польща | жіноча боротьба, до 63 кг                                        | Срібло |
| Олімпійський кваліфікаційний турнір з боротьби 2012 (Софія)      | Польща | жіноча боротьба, до 63 кг                                        | Бронза |
| Олімпійський кваліфікаційний турнір з боротьби 2012 (Гельсінкі)  | Польща | жіноча боротьба, до 63 кг                                        | Золото |
| Відкритий чемпіонат Польщі з боротьби 2012                       | Польща | жіноча боротьба, до 63 кг                                        | 8      |
| Вогні Москви 2012                                                | Польща | жіноча боротьба, до 63 кг                                        | 4      |
| Flatz Open 2013                                                  | Польща | жіноча боротьба, до 63 кг                                        | Срібло |
| Київський Міжнародний турнір з боротьби 2013                     | Польща | жіноча боротьба, до 63 кг                                        | Бронза |
| Гран-прі Іспанії з боротьби 2013                                 | Польща | жіноча боротьба, до 63 кг                                        | 5      |
| Меморіал Вацлава Циолковського 2013                              | Польща | жіноча боротьба, до 63 кг                                        | Срібло |
| Вогні Москви 2013                                                | Польща | жіноча боротьба, до 63 кг                                        | 5      |
| Klippan Lady Open 2014                                           | Польща | жіноча боротьба, до 63 кг                                        | Бронза |
| Гран-прі Німеччини з боротьби 2014                               | Польща | жіноча боротьба, до 63 кг                                        | Золото |
| Гран-прі Іспанії з боротьби 2014                                 | Польща | жіноча боротьба, до 63 кг                                        | Бронза |
| Відкритий чемпіонат Польщі з боротьби 2014                       | Польща | жіноча боротьба, до 63 кг                                        | 7      |
| Чемпіонат світу з боротьби серед військовослужбовців 2014        | Польща | жіноча боротьба, до 63 кг                                        | Срібло |
| Гран-прі Парижа з боротьби 2015                                  | Польща | жіноча боротьба, до 63 кг                                        | 9      |
| Klippan Lady Open 2015                                           | Польща | жіноча боротьба, до 63 кг                                        | 14     |
| Відкритий кубок Монголії з боротьби 2015                         | Польща | жіноча боротьба, до 63 кг                                        | Срібло |
| Гран-прі Німеччини з боротьби 2015                               | Польща | жіноча боротьба, до 63 кг                                        | 8      |
| Гран-прі Іспанії з боротьби 2015                                 | Польща | жіноча боротьба, до 63 кг                                        | 8      |
| Відкритий чемпіонат Польщі з боротьби 2015                       | Польща | жіноча боротьба, до 63 кг                                        | Бронза |
| Кубок Алроси 2015                                                | Польща | жіноча боротьба, до 63 кг                                        | Бронза |
| Henri Deglane Challenge 2015                                     | Польща | жіноча боротьба, до 63 кг                                        | Срібло |
| Гран-прі Парижа з боротьби 2016                                  | Польща | Гран-прі Парижа з боротьби 2016                                  | Срібло |
| Klippan Lady Open 2016                                           | Польща | Klippan Lady Open 2016                                           | 5      |
| Олімпійський кваліфікаційний турнір з боротьби 2016 (Зренянин)   | Польща | Олімпійський кваліфікаційний турнір з боротьби 2016 (Зренянин)   | 8      |
| Олімпійський кваліфікаційний турнір з боротьби 2016 (Улан-Батор) | Польща | Олімпійський кваліфікаційний турнір з боротьби 2016 (Улан-Батор) | Бронза |
| Олімпійський кваліфікаційний турнір з боротьби 2016 (Стамбул)    | Польща | Олімпійський кваліфікаційний турнір з боротьби 2016 (Стамбул)    | Золото |
| Відкритий чемпіонат Польщі з боротьби 2016                       | Польща | Відкритий чемпіонат Польщі з боротьби 2016                       | 7      |
| Гран-прі Іспанії з боротьби 2016                                 | Польща | Гран-прі Іспанії з боротьби 2016                                 | 11     |
| Чемпіонат світу з боротьби серед військовослужбовців 2016        | Польща | Чемпіонат світу з боротьби серед військовослужбовців 2016        | Золото |
| Золотий Гран-прі з боротьби 2016                                 | Польща | Золотий Гран-прі з боротьби 2016                                 | 7      |
| Klippan Lady Open 2017                                           | Польща | Klippan Lady Open 2017                                           | 9      |
| Турнір Дана Колова — Николи Петрова 2017                         | Польща | Турнір Дана Колова — Николи Петрова 2017                         | Бронза |
| Київський Міжнародний турнір з боротьби 2018                     | Польща | Київський Міжнародний турнір з боротьби 2018                     | 11     |
| Турнір Дана Колова — Николи Петрова 2018                         | Польща | жіноча боротьба, до 69 кг                                        | 7      |
| Гран-прі Іспанії з боротьби 2018                                 | Польща | жіноча боротьба, до 68 кг                                        | 5      |

### Виступи на змаганнях молодших вікових груп
| Змагання                                       | Збірна | Вагова категорія          | Місце  |
| ---------------------------------------------- | ------ | ------------------------- | ------ |
| Чемпіонат Європи з боротьби серед юніорів 1999 | Польща | жіноча боротьба, до 63 кг | 11     |
| Чемпіонат Європи з боротьби серед юніорів 2000 | Польща | жіноча боротьба, до 63 кг | Срібло |
| Чемпіонат світу з боротьби серед юніорів 2000  | Польща | жіноча боротьба, до 63 кг | Бронза |